# Христина Хранова
Христина Хранова Антонова (Ценкова) е първата дипломирана практикуваща акушерка в България и първата жена морски спасител. Наричана е „Майка на героите“.
Христина е родена село Клисура, в семейството на Храно Овчаря, в което има осемнадесет деца (12 сина и 6 дъщери). Христина е най-малката от тях. Трагичен факт е, че шестима от братята ѝ загиват в Руско-турската война от 1877 – 1878 г., а четирима в Сръбско-българската война в защита на Съединението. Още като невръстна девойка се включва в националноосвободителното движение и става таен куриер на Софийски, Панагюрски и Ловешки революционни комитети. Верен съратник е на Васил Левски, като дори се твърди, че преоблечена в овчарски дрехи присъства на обесването му в София. Априлското въстание 1876 г. я заварва в Батак, където се бие редом с мъжете и е една от малкото оцелели при последвалото жестоко клане. Също като братята си се записва в редиците на Българското опълчение. Воюва наравно с опълченците при тежките сражения срещу Сюлейман паша при Стара Загора, Шипка и Шейново, като е ангажирана и с оказване на медицинска помощ на ранените.
Преди опожаряването на родното ѝ село, Христина учи в Самоковското българско училище, след което семейството се мести да живее в София. През 1881 година изучава акушерство в „Повивалния институт“ на императорския университет „Свети Владимир“ в Киев, където се дипломира с отличен успех. В България започва работа като акушерка в София, Лом, Силистра. През 1895 година е назначена във Варна, където прекарва по-голямата част от професионалната си кариера. Въпреки че Райна Попгеоргиева (Райна Княгиня) е първата българка с диплом по акушерство, тя не работи първоначално по специалността си и именно Христина Хранова е първата реално действаща акушерка в България. Докато живее и работи във Варна, се превръща и в първата българка и въобще в света – спасителка по черноморското крайбрежие много преди възникването на организирано водно спасяване в България през 1928 г. Участва и в Сръбско-българската война като боец и медицинска сестра. Под командването на подполк. Данаил Николаев се сражава в редовете на доброволците в битките при Драгоман, Гургулят и Сливница. Ранена е в крака, но продължава да действа ту като войник, ту като лекар.
Само за две години (1895-1897) спасява живота на 54-ма давещи се. В 1907 година получава сребърен орден „За гражданска заслуга“ и скромна парична награда от благодарните членове на варненската община, заради многото бебета, които е изродила и заради многото човешки животи, които е спасила в морето. През 1908 тя преплува разстоянието от Варна до нос Галата от около 5 километра, което по-късно става ежегоден турнир от международен ранг.
Над шестдесетгодишна, Христина Хранова отново е доброволец на фронта, този път в Междусъюзническата война и взима участие в сраженията при Куманово и Крива Паланка.
За заслугите си към страната си, на Христина Хранова през 1918 г. е отпусната скромна сума от 60 лева месечно „пожизнена народна пенсия“, с която преживява последните четири години от живота си. Забравена от държавата, тя живее от милостта и приюта на свои познати. Умира в София в крайна бедност на 14 септември 1922 г., на 70-годишна възраст, забравена от държавата и изпратена само от шепа родственици и бойни другари. Обществените институции не намират средства на гроба на революционерката да бъде поставен поне един скромен паметник. Така постепенно гробът бива заличен и вече никой не знае къде точно е погребана героинята Христина Хранова.
Христина Хранова работи като акушерка и военен лекар близо тридесет години. През дългата си кариера е избабувала поне 3462 бебета.

## Обществено признание
Във Варна е кръстена улица на нейно име.
По случай 25 и 30 години акушерска и обществена дейност, са издадени юбилейни пощенски картички с нейния лик.
През 2022 г. Медицински университет – Варна обявява дарителска кампания за изграждане на бюст-паметник в двора на Медицински колеж – Варна, на адрес: Варна, бул. „Цар Освободител“№84. Идеята за изграждане на паметник е възникнала във връзка с 80-годишнината на Медицински колеж – Варна.